# Univerzální gramatika
Univerzální gramatika (UG) je koncept v moderní lingvistice obvykle připisovaný Noamu Chomskému, jehož základním postulátem je, že určitou sadu strukturálních pravidel mají lidé vrozenou nezávisle na senzorických zkušenostech díky existenci části mozku nazývané jazykový okrsek. S lingvistickými podněty, které děti přijímají v průběhu svého psychického vývoje, si osvojují konkrétní syntaktická pravidla, která parametrizují UG. Univerzální gramatika je někdy označována za „mentální gramatiku“, a staví se do kontrastu s jinými „gramatikami“, například preskriptivní, deskriptivní nebo školní gramatikou. Zastánci této teorie vycházejí z argumentu nedostatku podnětů (anglicky Poverty of the stimulus, POS) a opírají se o existenci různých univerzálních vlastností přirozených jazyků. Tento názor však nebyl spolehlivě prokázán, protože někteří lingvisté tvrdí, že jazyky jsou tak rozmanité, že nějaká univerzália jsou vzácná. Pro určení, jaké vlastnosti jsou univerzální a jaké lingvistické schopnosti jsou vrozené, je nezbytný další empirický výzkum.